# Надаль, Рафаэль
Рафаэ́ль Нада́ль Паре́ра, 1-й маркиз Льеванта-де-Мальорки (исп. Rafael Nadal Parera, I marqués de Llevant de Mallorca; род. 3 июня 1986[…], Манакор, Испания) — испанский теннисист, бывшая первая ракетка мира в одиночном разряде (209 недель за карьеру). За карьеру одержал 22 победы на турнирах Большого шлема в одиночном разряде (2-е место в истории), в том числе рекордные 14 раз выигрывал Открытый чемпионат Франции (рекорд по победам на одном турнире Большого шлема в одиночном разряде). Обладатель карьерного «Золотого шлема» в одиночном разряде (победа на всех турнирах Большого шлема и олимпийское золото не в один год) и один из четырёх теннисистов в истории тенниса (один из двух в Открытую эру), кому удалось минимум два раза выиграть каждый турнир серии Большого шлема.
Один из лучших теннисистов за всю историю игры. Наиболее успешно выступал на грунтовых кортах, на которых выиграл рекордных 63 турнира, за что его прозвали «Королём грунта», а многие эксперты и спортсмены считают его лучшим теннисистом на грунте в истории. Является единственным теннисистом в Открытой эре, который выиграл какой-либо турнир не менее 11 раз — Монте-Карло (11), Барселону (12) и Открытый чемпионат Франции по теннису (14). Занимает второе место в истории тенниса по сумме выигранных призовых за карьеру — свыше 130 млн долларов. По подсчетам некоторых аналитиков за 23 года в теннисе Надаль заработал более $500 млн, включая спонсорские контракты и персональные инвестиции.
Выиграл за карьеру 92 титула в одиночном разряде, в том числе 22 на турнирах Большого шлема и 36 на турнирах серии «Мастерс». В парном разряде выиграл 11 турниров ATP, в том числе олимпийское золото 2016 года.

## Общая информация

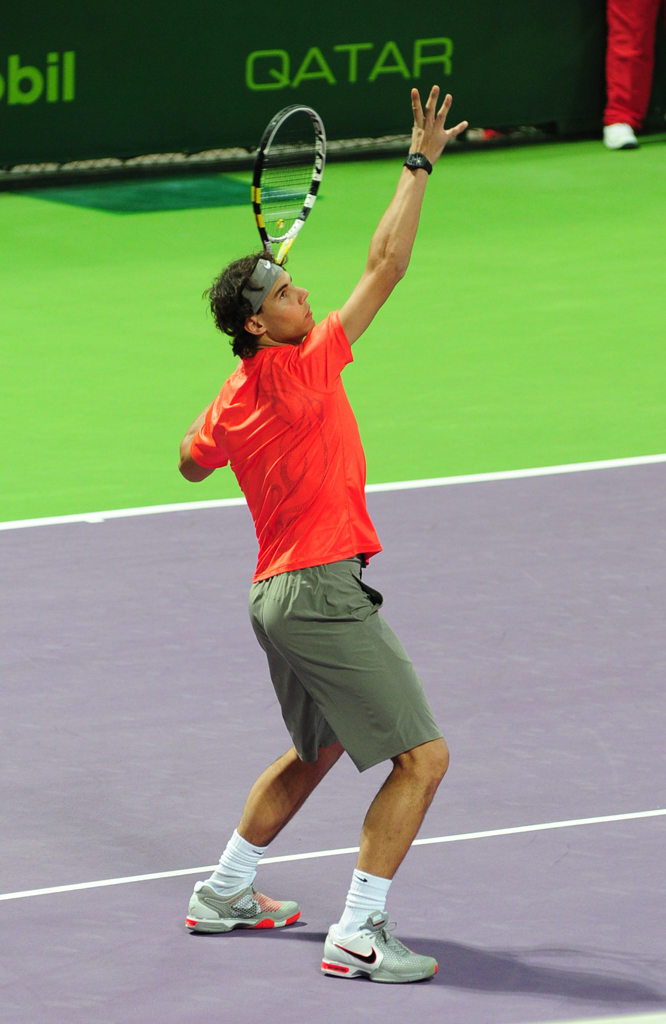
Надаль выполняет удар над головой

Отец Рафаэля — Себастьян — бизнесмен, владеющий страховой компанией и рестораном. Мать — домохозяйка, с 2007 года — президент Фонда Рафаэля Надаля. У него есть младшая сестра Мария Исабель. С детства Надаля тренирует его дядя, брат отца Тони Надаль, сам Рафаэль говорил, что Тони привил ему любовь к теннису в три года. Другой его дядя Мигель Анхель Надаль на профессиональном уровне играл в футбол, выступая за «Мальорку» и «Барселону». Надаль болеет за «Мальорку» и «Реал Мадрид».
Также Рафаэль имел перспективы стать футболистом. Когда Надалю было 12 лет, он выиграл испанские и европейские титулы в своей возрастной группе, и играл в теннис и футбол всё свободное время. Отец Рафаэля сказал, чтобы сын сделал выбор — теннис или футбол. По словам отца, занятия двумя видами спорта вредили учёбе в школе. Надаль сказал: «Я выбрал теннис. Занятия футболом пришлось прекратить немедленно».

### Инвентарь
- Одежда — Nike[27] Rafa Crew.
- Обувь — Nike Air Zoom Cage 3[27].
- Ракетка — Babolat PLAY AeroPro[27].
- Струны — Babolat RPM Blast 15L[27].

### Стиль игры
Надаля считают одним из самых атлетичных и выносливых теннисистов в истории тура. Надаль обычно играет агрессивно, как правило используя сильные удары с верхним вращением. Известный своим атлетизмом и скоростью, Надаль хорошо играет в защите и часто кручёным ударом обводит соперников в ситуации, когда он защищается. Он иногда делает несильные кручёные удары (top-spin), которые неудобны для соперников тем, что они ударяются о корт прямо у задней линии.
Надаль хорошо выполняет форхенд. Его левая рука делает удар и опускается через левое плечо; это немного отличается от традиционного опускания руки через противоположное плечо. За последние годы Надаль значительно улучшил игру у сетки, его игра в этом компоненте стала более разнообразной и эффективной.

### Личная жизнь
Долгое время постоянной девушкой является испанка Хиска Перелья (полное имя Мария Франсиска Перелья Паскуаль). Она родилась в Пальме, на Майорке, 7 июля 1988 года. Хиска познакомилась с Рафаэлем благодаря его сестре, Элисе, и они начали встречаться в декабре 2005 года, хотя знакомы были со школы. В октябре 2019 года Рафаэль и Хиска поженились после 14 лет отношений.
Надаль жил с родителями и младшей сестрой Марией Исабель в пятиэтажном жилом доме в родном городе Манакоре. В июне 2009 года испанская газета La Vanguardia, а затем The New York Times, сообщили, что его родители, Мария и Себастьян, разошлись.
На вопрос о религии Надаль ответил, что «ему бы хотелось, чтобы бог существовал, но ему трудно в это поверить». В детстве он бежал из школы домой, чтобы посмотреть свой любимый японский аниме-сериал Жемчуг дракона. CNN опубликовало статью о детстве Надаля и назвало его «Dragon Ball of Tennis», а также «человеком с другой планеты».
Надаль любит играть в гольф.
В 2011 году Рафаэль опубликовал автобиографию «Рафа — моя история».
Надаль является болельщиком футбольного клуба «Реал Мадрид» и сборной Испании. Он был одним из 6 человек, которым разрешено было войти в раздевалку после финала чемпионата мира 2010 года. 8 июля 2010 года он стал акционером «Мальорки». Надаль владеет 10 % акций. Ему предлагали роль вице-президента клуба, но он отверг это предложение. Его дядя Мигель Анхель Надаль стал помощником главного тренера Микаэля Лаудрупа. ESPN.com пишет: «Он такой же фанат „Реала“ как Рауль, Икер Касильяс и Альфредо Ди Стефано».
Nike служит поставщиком одежды и обуви для Надаля. Надаль в начале карьеры играл в майках. С 2009 года Надаль играет в обычной футболке. Nike призвал Рафаэля обновить его одежду, чтобы отразить свой новый статус лучшего игрока в теннисе в то время и чтобы у этих футболок было больше покупателей. Надаль носит кроссовки Nike Air CourtBallistec 2.3. Его кроссовки меняются в течение всего сезона, но на пятке правого ботинка всегда написано «Рафа» и логотип быка на левом.
Рафаэль Надаль попал в рейтинг 100 самых влиятельных людей планеты по версии журнала Time за 2022 год. Он стал лауреатом в категории «Иконы».
8 октября 2022 года родился сын Рафаэль.
В 2024 году в честь Рафаэля Надаля был назван новый вид перепончатокрылых насекомых Troporhogas rafaelnadali.

## Спортивная карьера

### Начало карьеры (первый титул на Ролан Гаррос)

#### Ранние годы
В возрасте восьми лет Надаль выиграл региональный чемпионат, в котором играли теннисисты до 12 лет. Когда Рафаэлю было 14 лет, испанская теннисная федерация предложила ему покинуть Майорку и переехать в Барселону, чтобы продолжить своё теннисное развитие. Семья Рафаэля отклонила это предложение отчасти из-за того, что родители боялись за его образование, но и потому, что Тони Надаль сказал: «Я не верю, что если поехать в Америку или ещё куда-то, будешь хорошим спортсменом. Им вы можете стать и не уезжая из родного города!». Решение остаться в Манакоре означало, что расходы на тренировки будет покрывать не федерация тенниса, а отец.
В 15 лет он стал профессионалом. Надаль принял участие в двух турнирах, организованных ITF. В 2002 году в возрасте 16 лет Надаль дошёл до полуфинала юношеского Уимблдона в одиночном разряде. В 18 лет он помог сборной Испании одержать победу над США в юниорском Кубке Дэвиса.

#### 2002—2003
В апреле 2002 года в возрасте 15 лет и 10 месяцев на тот момент 762-я ракетка мира Надаль сыграл и выиграл свой первый матч в ATP-туре. Он победил Рамона Дельгадо, на Мальорке и стал девятым игроком в Открытой эре, который сделал это до 16 лет. В июле того же года Рафаэль выиграл первый профессиональный титул на турнире из серии «фьючерс». До конца сезона он победил ещё на трёх «фьючерсах». В марте 2003 года испанец выиграл первый турнир из серии «челленджер». В апреле на первом для себя на турнире серии мастерс в Монте-Карло Надаль прошёл в третий раунд и одержал первую победу над представителем топ-10 мирового рейтинга, обыграв № 7 Альберта Косту. Это выступление позволило Надалю впервые оказаться в первой сотне одиночного рейтинга. На первом в карьере Большом шлеме — Уимблдоне Надаль стал самым молодым теннисистом, который добрался до третьего раунда этого турнира. Летом в Умаге он впервые вышел в полуфинал турнира ATP в одиночном разряде и выиграл дебютный титул ATP в парном разряде, а также выиграл «челленджер» в Сеговии. Сезон Надаль завершил уже в топ-50 одиночного рейтинга и признан ассоциацией теннисистов-профессионалов «Новичком года».

#### 2004 год
На старте 2004 года Надаль выиграл титул в парном разряде на турнире в Ченнае в партнёрстве с Томми Робредо. Через неделю после этого в Окленде Надаль сыграл в первом для себя одиночном финале ATP-тура, но проиграл в нём Доминику Хрбаты. Надаль дошёл до третьего раунда Открытого чемпионата Австралии, где он проиграл в трёх сетах хозяину турнира Ллейтону Хьюитту. В марте на престижном турнире в мастерсе в Майами Надаль сыграл свой первый матч с Роджером Федерером и выиграл 6-3, 6-3, но в следующем матче он проиграл Фернандо Гонсалесу. Он был одним из шести игроков, кто смог победить Федерера в том году. 

Но когда начался грунтовой сезон, Рафаэль на турнире в Эшториле в матче четвертьфинала не вышел на корт против Ираклия Лабадзе, он перегрузил левую ногу — образовалась трещина в ладьевидной кости. Надаль пропустил большую часть грунтового сезона, в том числе не смог дебютировать на Ролан Гаррос, Уимблдоне и Олимпийских играх, из-за перелома левой лодыжки.
На корт вернулся только в июле после Уимблдона, а в августе 18-летний испанец завоевал свой первый титул ATP в одиночках на грунтовом турнире в Сопоте. На Открытом чемпионате США Надаль проиграл во втором круге второй ракетке мира Энди Роддику — 0-6, 3-6, 4-6, зато в том году Надаль впервые выиграл Кубок Дэвиса. В декабре в финале сборная Испании обыграла сборную США. В 18 лет и шесть месяцев Рафа стал самым молодым игроком, который победил в этом турнире. Обыграв вторую ракетку мира Энди Роддика, он установил окончательный счёт в матче — 3:2. Надаль закончил сезон 2004 года на 51 месте в рейтинге АТР.

#### 2005 год
В январе на Открытом чемпионате Австралии Надаль вышел в 4-й раунд, где проиграл № 3 в мире на тот момент Лейтону Хьюитту в упорном пятисетовом поединке 5-7, 6-3, 6-1, 6-7(3), 2-6. В феврале он выиграл два грунтовых турнира в Коста-ду-Сауипе и Акапулько. В марте Рафаэль вышел в финал мастерса в Майами, где повёл 2-0 по сетам с Роджером Федерером, но проиграл по итогу в пяти — 6-2, 7-6(4), 6-7(5), 3-6, 1-6. Грунтовый отрезок сезона Надаль провёл блестяще. Он последовательно выиграл 24 матча, которые позволили Рафе побить достижение Андре Агасси.
В апреле 18-летний Надаль выиграл первый в карьере мастерс — в Монте-Карло, где победил в финале аргентинца Гильермо Корию. Через неделю Надаль победил на турнире в Барселоне, где в финале побил тогда ещё достаточно сильного соотечественника Хуана Карлоса Ферреро. После этого успеха он впервые поднялся в топ-10 мирового рейтинга. Следующую победу Надаль одержал в мае на мастерсе в Риме, где в финале снова справился с Корией, на этот раз в пяти сетах. Эти победа подняла его на пятую строчку в рейтинге АТР. Успешные выступления сделали Рафаэля одним из фаворитов на первом в его карьере чемпионате Франции. Достигнув полуфинала «Ролан Гаррос», он обыграл в нём Роджера Федерера и стал одним из четырёх игроков, которые выиграли у швейцарца в том году. Два дня спустя он победил Мариано Пуэрту в финале, став первым мужчиной, который выиграл Большой шлем во Франции с первого раза. После победы на чемпионате Франции Рафаэль стал третьей ракеткой мира.
Через три дня после триумфа в Париже победная серия Надаля была прервана в первом же матче травяного турнира Халле, где он проиграл немцу Александру Васке. На Уимблдоне Рафа проиграл во втором раунде Жилю Мюллеру. После Уимблдона Надаль совершил ещё одну победную серию, выдав 16 матчей подряд без поражений и завоевав три титула (в Бостаде, Штутгарте и на хардовом мастерсе в Монреале, победив в финале Агасси. 25 июля 2005 года испанец поднялся на вторую строчку в рейтинге.
Надаль был посеян вторым на Открытом чемпионате США, но уступил в третьем раунде Джеймсу Блэйку.
В сентябре Надаль выиграл турнир в Пекине и в финале победил Гильермо Корию. В полуфинале кубка Дэвиса он выиграл оба своих матча в противостоянии со сборной Италии. В октябре Рафа выиграл свой четвёртый мастерс в году, победив Ивана Любичича в финале турнира в Мадриде. Затем он перенёс травму ноги.
В 2005 году Надаль и Федерер выиграли по 11 турниров в одиночном разряде. Надаль побил рекорд Матса Виландера, который выиграл девять турниров в возрасте 19 лет в 1983 году (на счету Надаля было 12 трофеев). Надаль за сезон выиграл 79 матчей, уступив по этому показателю только Федереру и выиграл несколько наград по итогам года. Самая престижная — «самый прогрессирующий теннисист».

### 2006—2008 (гегемония во Франции и победы на Уимблдоне и Олимпиаде)

#### 2006 год
Надаль пропустил Открытый чемпионат Австралии из-за травмы ноги. В феврале он сыграл в полуфинале турнира в Марселе, где проиграл Арно Клеману. В начале марта он выиграл у Роджера Федерера в финале турнира в Дубае (в 2006 году, только Рафаэль Надаль и Энди Маррей победили Роджера). На мастерсе в Индиан-Уэлсе Надаль вышел в полуфинал, где проиграл Джеймсу Блейку и был повержен во втором туре Мастера в Майами.
На грунтовом отрезке сезона Надаль сыграл на четырёх турнирах и везде стал чемпионом, одержав победу в 24 матчах подряд. В апреле он выиграл у Федерера в финале мастерса в Монте-Карло. Через неделю испанец победил Томми Робредо в финале турнира в Барселоне. После недолгого перерыва Надаль выиграл мастерс в Риме, победив Федерера в пятом сете на тай-брейке в финале. Выиграв в первом раунде Открытого чемпионата Франции, Надаль побил рекорд выигранных матчей подряд на грунте принадлежавший Гильермо Виласу. По итогу Надаль дошёл до второго финала на Ролан Гаррос подряд и смог защитить свой титул, обыграв в решающем матче Федерера (1-6, 6-1, 6-4, 7-6(4)). Надаль стал первым игроком, который победил Федерера в финале турнира Большого Шлема.
В июне Надаль повредил плечо во время игры четвертьфинала против Ллейтона Хьюитта на турнире в Лондоне и не смог завершить матч, закончив свою 26-матчевую победную серию. Надаль был посеян вторым на Уимблдоне и вышел в финал, в котором он встретился с Федерером. Однако, в отличие от Ролан Гаррос, на траве Надаль проиграл матч Федереру в четырёх сетах. Надаль также был посеян вторым на Открытом чемпионате США, но уступил в четвертьфинале Михаилу Южному в четырёх сетах. До конца сезона испанец сыграл только на трёх турнирах. В ноябре он впервые выступил на Итоговом чемпионате, где Рафаэль выиграл в группе у Николая Давыденко и Томми Робредо, а проиграл Джеймсу Блэйку. Выйдя в плей-офф со второго места, он проиграл в полуфинале Роджеру Федереру.
Надаль стал одним из двух игроков (вместе с Андре Агасси), который дважды завершал сезон на второй строчке в рейтинге. Агасси сделал это в 1994—1995 годах.

#### 2007 год

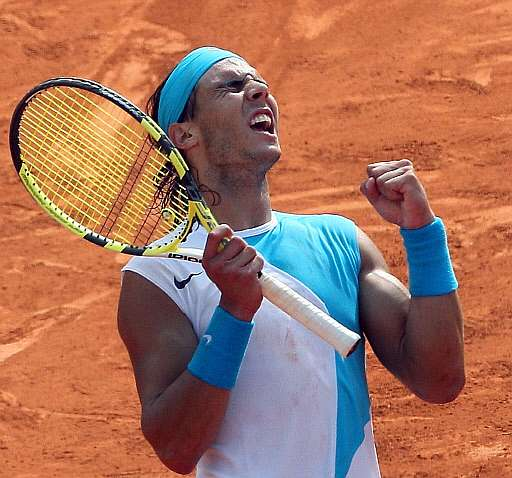
Надаль в финале «Ролан Гаррос» 2007 года

На первом для себя официальном турнире в сезоне (в Ченнаи) Надаль вышел в полуфинал. На кортах Открытого чемпионата Австралии он вышел в 1/4 финала, где проиграл Фернандо Гонсалесу. В марте Рафа выиграл первый титул в сезоне на мастерсе в Индиан-Уэлсе, победив в финале Новака Джоковича, которому после этого проиграл на турнире в Майами.
Надаль вновь успешно выступил на грунтовых кортах. Он завоевал титулы на турнирах в Монте-Карло, Барселоне и Риме. Между турнирами в Барселоне и Риме Надаль победил Федерера в выставочном матче «Битва Покрытий» на Мальорке. Особенность этого матча была в том, что корт наполовину грунтовый и наполовину травяной. В середине мая Рафаэль вышел в финал мастерса в Гамбурге, где прервалась его 81-матчевая победная серия на грунте, которая является мировым рекордом, не побитым по сей день. Это поражение ему нанёс Роджер Федерер. Надаль и Федерер вновь встретились в финале главного грунтового турнира — Открытого чемпионата Франции. 21-летний испанец смог взять реванш за проигрыш в Гамбурге и третий раз подряд выиграть Большой шлем Франции.
На Уимблдонском турнире Надаль выиграл шесть матчей и попал в главный матч. В финале второй год подряд ему противостоял Роджер Федерер и Надаль проиграл в пяти сетах. Это был первый с 2001 года пятисетовый финал на Уимблдоне. В июле Надаль стал победителем грунтового турнира в Штутгарте. Перейдя на хард, он вышел в полуфинал мастерса в Монреале, а на Открытом чемпионате США Рафаэль проиграл уже в четвёртом раунде соотечественнику Давиду Ферреру. В конце сезона Надаль вышел в финал мастерса в Париже. Здесь его обыграл Давид Налбандян, взявший решающий второй сет в сухую по геймам. На Итоговом турнире в Шанхае Рафаэль вышел в полуфинал, но проиграл за путёвку в решающий матч Роджеру Федереру в двух сетах.

#### 2008 год

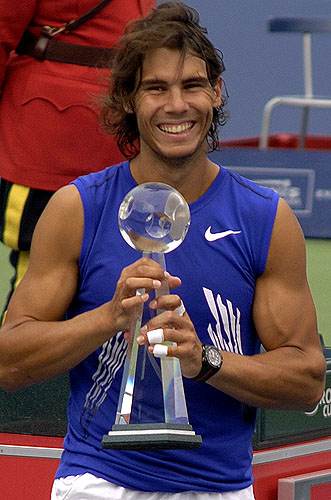
Надаль с главным призом мастерса в Торонто в 2008 году

Надаль на старте сезона вышел в финал турнира в Ченнаи, где его (после сверхнапряжённого, почти четырёхчасового полуфинального матча с Карлосом Мойя) легко обыграл россиянин Михаил Южный — 0-6, 1-6. Затем Рафа дошёл до полуфинала Открытого чемпионата Австралии, где его неожиданно победил Жо-Вильфрид Тсонга. В марте на мастерсах в Индиан-Уэлсе и Майами его результатом стали полуфинал и финал. В решающем матче турнира в Майами Надаль проиграл Николаю Давыденко.
На грунтовом отрезке сезона Надаль выиграл четыре одиночных титула. В трёх из четырёх финалов ему противостоял Роджер Федерер. Он победил Роджера на Мастерсе в Монте-Карло, выиграв там в 4-й раз. Надаль выиграл в двух сетах, несмотря на то, что Федерер вёл 4:0 во втором. Также он выиграл в Монте-Карло и парные соревнования в дуэте с Томми Робредо. Потом Рафаэль выиграл свой четвёртый подряд титул в Барселоне. Через две недели Рафаэль выиграл свой первый титул на турнире в Гамбурге, победив Федерера в трёх сетах. Затем он выиграл Открытый чемпионат Франции, став пятым теннисистом в Открытой Эре, который прошёл весь турнир без проигрышей в сетах. Он победил Федерера в финале третий год подряд. Также в этом матче Федерер впервые за карьеру проиграл сет 6:0, взяв за всю игру всего лишь 4 гейма. Это была четвёртая подряд победа Надаля на Ролан Гаррос и он сравнялся по этому показателю с Бьорном Боргом. Надаль стал четвёртым игроком в Открытой эре, выигрывавшим турнир Большого шлема четыре года подряд (вместе с Боргом, Питом Сампрасом и Федерером).
Надаль отлично сыграл часть сезона на траве. Для начала он выиграл первый титул на этом покрытии, став чемпионом турнира в Лондоне. Затем он третий год подряд сыграл с Федерером в финале Уимблдона. Теннисисты сыграли самый длинный финал в истории Уимблдона. Надаль, в отличие от двух предыдущих финалов Уимблдона, смог победить, выиграв пятый сет со счётом 9-7. Матч широко обсуждали и говорили, что это был величайший финал Уимблдона и даже называли его величайшим матчем в истории тенниса. Выиграв свой первый титул Уимблдона, Надаль стал третьим человеком в Открытой эре, выигравшим Открытый чемпионат Франции и Уимблдон в один год. Такого успеха добивались Род Лейвер в 1969 году и Бьорн Борг, который делал это с 1978 по 1980 год. Он также закончил победную серию Федерера в пять титулов Уимблдона подряд и в 65 побед на травяных кортах. Для Надаля Уимблдон-2008 стал пятым титулом Большого шлема в карьере и первым, завоёванным не на «Ролан Гаррос».
В конце июля испанский теннисист победил на мастерсе в Торонто. Он одержал 30-ю победу в карьере на соревнованиях тура. В 2008 августе он добился ещё одного важного успеха. На Олимпийских играх в Пекине, Надаль победил Новака Джоковича в полуфинале и Фернандо Гонсалеса в финале и выиграл свою Олимпийскую золотую медаль. Надаль стал первым теннисистом из первой пятёрки, выигравшим золотую медаль. Этот триумф также помог сместить Роджера Федерера с первой строчки в мировом рейтинге, который находился на ней рекордные 237 недель подряд. 18 августа Надаль стал 24-й в истории первой ракеткой мира. На Открытом чемпионате США он впервые на Большом шлеме был посеян первым. Испанец смог дойти до полуфинала, где проиграл Энди Маррею. В сентябре Надаль помог сборной Испании победить сборную США в полуфинале Кубка Дэвиса. В октябре на мастерсе в Мадриде, Надаль вышел в полуфинал, однако проиграл в нём Жилю Симону. Тем не менее, его выступление на этом турнире гарантировало, что он станет первым испанцем завершившим сезон на первой строчке рейтинга ATP. 24 октября в Овьедо Надаль был награждён премией спорта в знак признания его достижений в теннисе. На мастерсе в Париже он не доиграл четвертьфинал против с Николая Давыденко из-за травмы колена. Из-за этого повреждения Надаль не смог принять участие в Итоговом турнире года, а также в финале Кубка Дэвиса. Несмотря на это, Надаль сохранил по итогам сезона первую позицию в рейтинге.

### 2009—2011 (золотой карьерный Большой шлем)

#### 2009 год

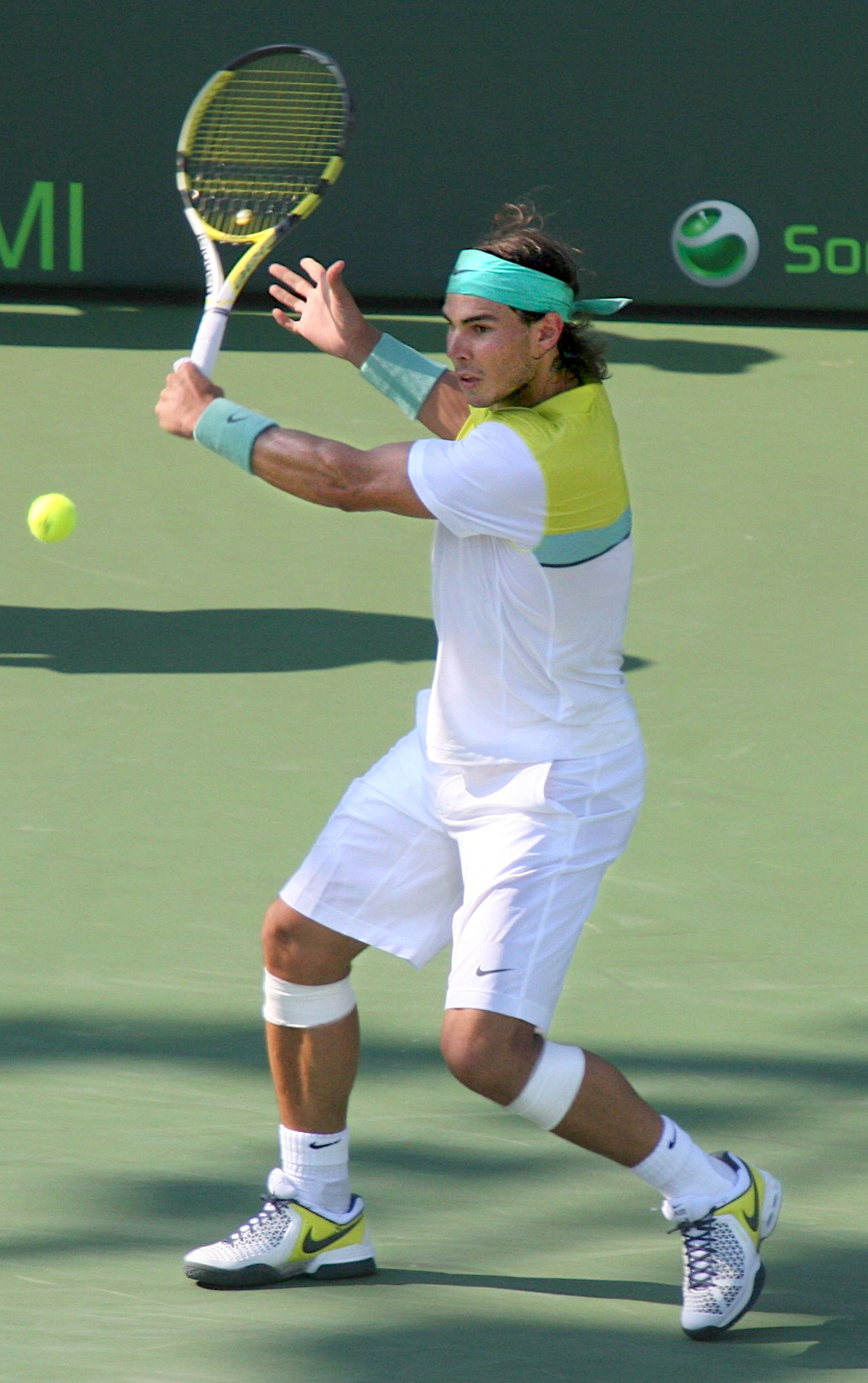
Надаль на турнире в Майами

Рафаэль открыл сезон на турнире в Дохе, где выиграл соревнования в парном разряде вместе с Марком Лопесом. На Открытом чемпионате Австралии Надаль выиграл первые пять матчей. В полуфинале он встретился с Фернандо Вердаско и смог победить в матче, который продолжался 5 часов и 14 минут. В финале Рафаэль встретился с Роджером Федерером и победил в пяти сетах, став первым испанцем, выигравшим Австралийский чемпионат. Надаль вместе с Джимми Коннорсом, Матсом Виландером и Андре Агасси стал игроком, победившим на турнирах Большого шлема на трёх разных покрытиях. В феврале на зальном турнире в Роттердаме Надаль проиграл в финале Энди Маррею в трёх сетах. В марте Надаль помог Испании избежать поражения от сборной Сербии в Мировой группе Кубка Дэвиса. Надаль победил Янко Типсаревича и Новака Джоковича. На мастерсе в Индиан-Уэлсе Рафаэль завоевал свой тринадцатый титул в данной серии. В финале он взял реванш за поражение в финале Роттердама у Энди Маррея.
Надаль начал свой грунтовый сезон с мастерса в Монте-Карло, где он выиграл рекордный пятый раз. В финале он победил Новака Джоковича. Надаль стал первым теннисистом, выигрывавшим турнир серии мастерс в течение пяти лет подряд. Через неделю испанец выиграл турнир в Барселоне, обыграв в финале Давида Феррера. На Мастерсе в Риме Надаль вышел в финал, где он победил Новака Джоковича и улучшил свои результаты против серба, счёт личных встреч 13-4 (8-0 на грунте). В мае он стал первым теннисистом, выигравшим четыре титула в Риме.
На мастерсе в Мадриде Рафаэль в полуфинале в упорной борьбе одолел Новака Джоковича — 3-6, 7-6(5), 7-6(9), а в финале проиграл Роджеру Федереру 4-6, 4-6. Это было первое поражение Надаля от Роджера с 2007 года. Уже 19 мая Надаль квалифицировался на Итоговый турнир в конце года. Победив Ллейтона Хьитта в третьем раунде Открытого чемпионата Франции, Надаль установил рекорд по победам подряд на этом Большом шлеме, выиграв 31 игру. В следующем раунде его рекордная серия оборвалась. Рафа проиграл Робину Сёдерлингу. Это было его первое поражение на кортах «Ролан Гарроса».
В июне у Надаля обострились боли в колене. Он отказался от участия на Уимблдонском турнире, став первым с 2002 года чемпионом, который не принял участия в защите титула. Федерер выиграл Уимблдон и Надаль опустился на 2-е место в рейтинге. В августе он опустился в рейтинге на 3-е место. На Открытом чемпионате США Надаль добрался до полуфинала, но здесь его обыграл будущей чемпион Хуан Мартин Дель Потро. Несмотря на поражение, он обошёл Энди Маррея в рейтинге и вновь стал вторым.
В октябре на новом мастерсе в Шанхае Надаль смог выйти в главный матч, но проиграл в нём россиянину Николаю Давыденко, ставшему первым в истории победителям данного турнира. На Итоговом чемпионате Надаль выступил неудачно, проиграв все свои встречи в группе (Джоковичу, Давыденко и Сёдерлингу). В декабре Рафаэль сыграл за сборную Испании в финале Кубка Дэвиса против сборной Чехии. Он выиграл два своих матча: у Томаша Бердыха и Яна Гайека и помог завоевать своей команде престижный трофей. Надаль завершил год вторым в рейтинге четвёртый раз за пять лет. Надаль выиграл награду «Золотая баранка» за то, что девять раз побеждал в сете 6-0 в течение года.

#### 2010 год

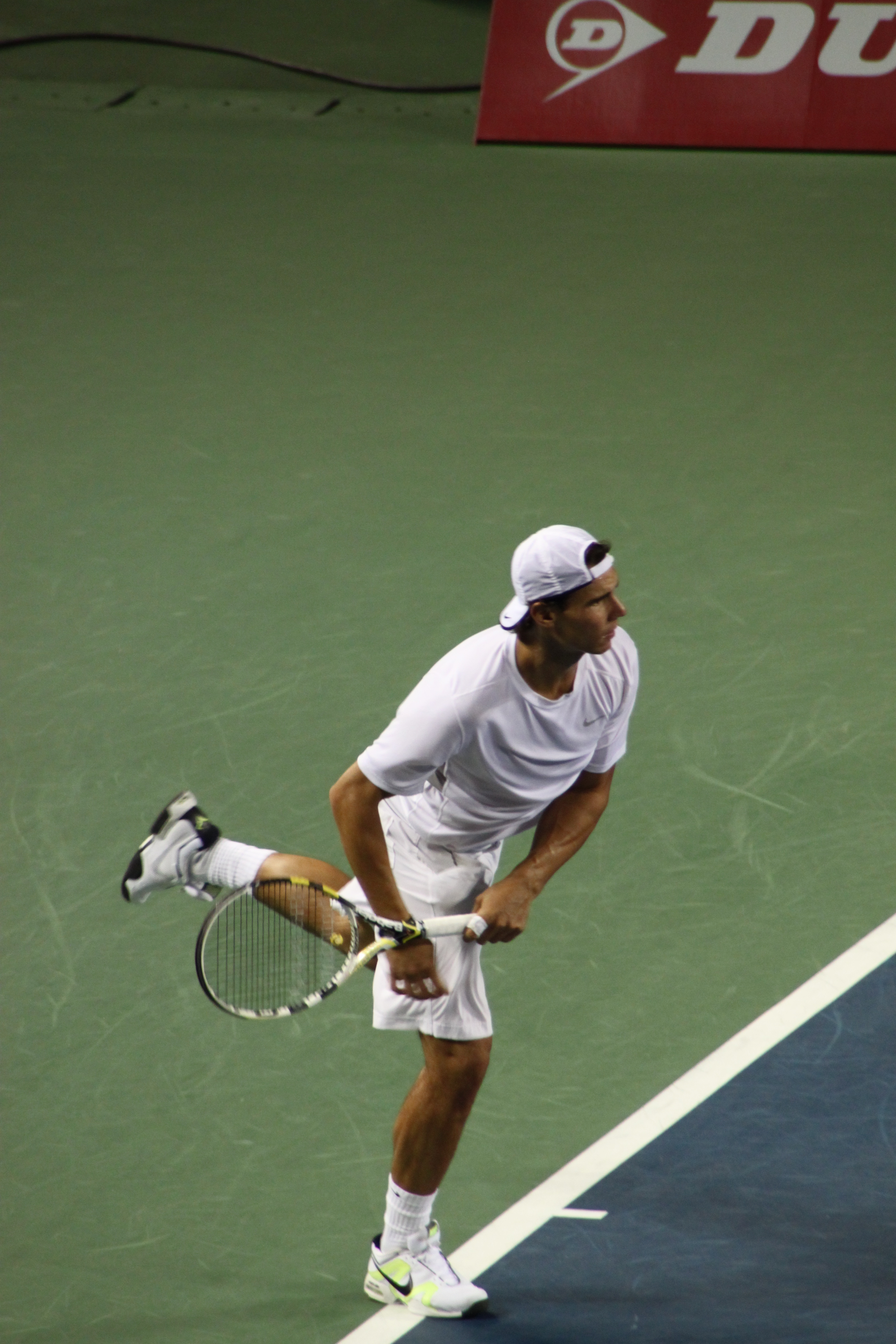
Надаль на турнире в Токио

Первым официальным выступлением в Мировом туре в сезоне для Надаля стало участие на турнире в Дохе, где он дошёл до финала, уступив в нём Николаю Давыденко. На Открытом чемпионате Австралии Надаль добрался до четвертьфинала, где его ждал поединок против Энди Маррея. Уступив первых два сета и три гейма, в третьем Рафаэль был вынужден досрочно завершить матч из-за болей в коленях. В марте Надаль дошёл до полуфинала мастерса в Индиан-Уэлсе, где его обыграл будущий чемпион Иван Любичич в трёх сетах. В Индиан-Уэлсе Надаль смог завоевать парный приз, победив в альянсе с Марком Лопесом. Благодаря этому он поднялся на 175 мест выше в рейтинге и стал 66-м. На следующем мастерсе в Майами Надаль также дошёл до полуфинала, где уступил будущему чемпиону Энди Роддику в трёх сетах.
На старте грунтового отрезка сезона Надаль уже традиционно одержал победу на мастерсе в Монте-Карло, проиграв лишь 14 геймов во всех пяти матчах. Он выиграл в финале в двух сетах у соотечественника Фернандо Вердаско. За счёт этой победы Надаль стал первым игроком в Открытой эре, выигрывавшим один турнир в течение шести лет подряд. Следующий турнир Рафаэль сыграл в начале мая в Риме. Ему удалось взять титул на этом мастерсе. В финале Надаль победил соотечественника Давида Феррера в финале и поравнялся с Андре Агасси по победам на мастерсах. Следующий 18-й титул на мастерсах он взял через две недели в Мадриде.
В финале Рафаэль победил № 1 в мире Роджера Федерера. На Открытом чемпионате Франции многие эксперты ожидали финала Надаль-Федерер. Тем не менее, это стало невозможным, когда Робин Сёдерлинг победил Федерера в четвертьфинале. Надаль вышел в финал и сыграл в нём против Сёдерлинга, который в прошлом году был единственным теннисистом, который смог обыграть Надаля на кортах «Ролан Гаррос». На этот же раз испанец одержал победу в трёх сетах и стал первым игроком, выигравшим пять Открытых чемпионатов Франции за шесть лет. Победа дала Надалю седьмой титул Большого шлема и он догнал Джона Макинроя, Джона Ньюкомба и Матса Виландера по этому показателю. Также Надаль обошёл в рейтинге Федерера и вернул позицию № 1 в мире. Рафа стал первым теннисистом, выигравшим три турнира «Мастерс» на грунте и Открытый чемпионат Франции за один сезон. Также он забронировал место на Итоговом турнире в Лондоне.
На Уимблдоне Надаль второй раз в карьере стал чемпионом турнира. Соперником по финалу стал Томаш Бердых, которого испанец переиграл в трёх сетах. После победы Надаль сказал, что выигрыш Уимблдона «больше, чем мечта» для него, и поблагодарил зрителей за поддержку. В августе после небольшого перерыва в выступлениях Надаль сыграл на мастерсе в Торонто, где его результатом стал выход в 1/2 финала. На Открытом чемпионате США, Надаль был первым сеянным во второй раз за три года. Он вышел в финал и при этом не проиграл по пути ни сета. Достигнув первого финала на Открытом чемпионате США, Рафа стал лишь восьмым человеком в Открытой Эре, вышедшим в финал всех четырёх «Шлемов». В финале он победил Новака Джоковича. За счёт этой победы он стал обладателем «золотого Карьерного шлема» — победы на каждом из 4-х турниров «Большого Шлема», плюс «золото» на Олимпиаде в одиночном разряде.
Надаль начал своё азиатское турне осенью с турнира в Бангкоке, где он дошёл до полуфинала, проиграв соотечественнику Гильермо Гарсие-Лопесу. На турнире в Токио он одержал победу, оказавшись сильнее в финале Гаэля Монфиса. Это был его седьмой титул в сезоне. 5 ноября Рафа объявил об отказе играть на Мастерсе в Париже из-за тендинита. 21 ноября 2010 в Лондоне Надалю вручили Награда Стефана Эдберга. На Итоговом турнире в Лондоне Рафаэль Надаль победил Роддика в первом матче, Джоковича во втором матче и Бердыха в третьем матче и вышел в полуфинал в третий раз в своей карьере. Это был первый раз, когда Надаль выиграл все три матча в групповом этапе Итогового турнира. В полуфинале он победил Энди Маррея и достигнул первого за карьеру финала на этом турнире. В финале его обыграл швейцарец Роджер Федерер. После матча Надаль заявил: «Роджер, вероятно, лучший игрок мира. Я старался, но Роджер был просто лучше, чем я». Несмотря на этот проигрыш, Надаль завершил сезон в ранге первой ракетки мира.

#### 2011 год
В начале января Надаль выступил на турнире в Дохе, где вышел в полуфинал в одиночном разряде и стал победителем в парах в команде с Марком Лопесом. На Открытом чемпионате Австралии он вышел в четвертьфинал, где играл с травмой подколенного сухожилия против своего соотечественника Давида Феррера и в итоге проиграл ему.

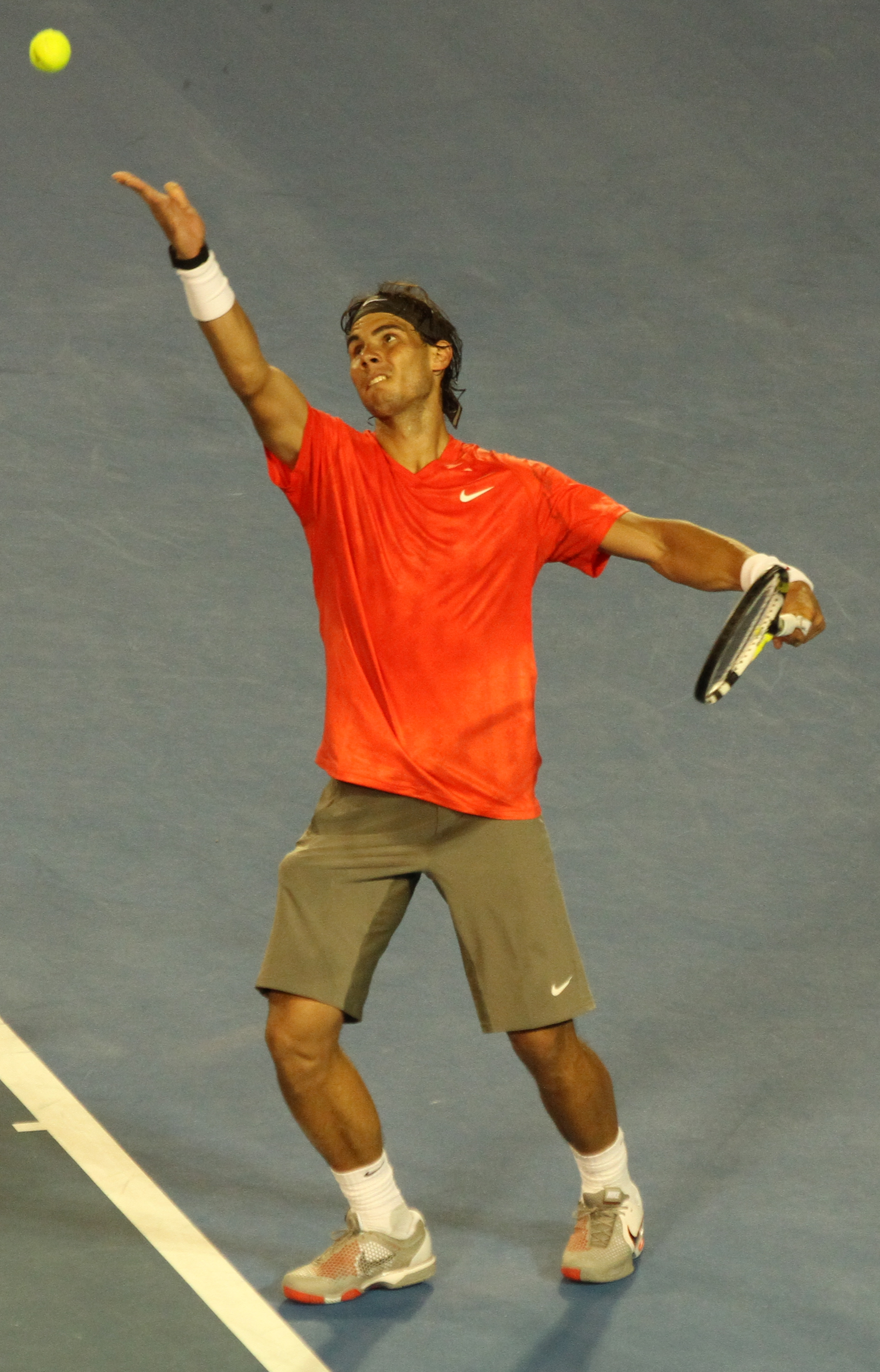
Рафаэль Надаль на Открытом чемпионате Австралии

7 февраля в Абу-Даби наряду с другими известными спортсменами Надаль получил награду «Лучший спортсмен 2010 года». В начале марта Надаль помог сборной Испании победить сборную Бельгии в первом раунде Кубка Дэвиса. Затем на мастерсах в Индиан-Уэлсе и Майами Рафа сумел дойти до главных матчей этих турниров. В этих финалах его соперником был Новак Джокович, проводивший блестящий сезон. Надаль проиграл сербу оба матча в трёх сетах.
Надаль начал свой грунтовый сезон в апреле с мастерса в Монте-Карло. Он достиг своего седьмого подряд финала в Монте-Карло и в нём выиграл Давида Феррера. Он стал первым человеком, выигравшим турнир семь раз подряд в открытой эре. Победа над Феррером стала 37-й подряд в Монте-Карло. Через неделю Надаль сыграл на турнире в Барселоне. В финале он снова победил Давида Феррера. После этого успеха Рафаэль стал первым человеком в открытой эре, который выиграл два турнира по шесть раз и одним из немногих, кому удалось выиграть турнир без проигранных сетов. В мае он дошёл до финалов на мастерсах в Мадриде и в Риме. Но здесь на его пути снова встал Новак Джокович, который смог опять переиграть Надаля.
На Открытом чемпионате Франции Надаль и Джокович были разведены по разным сторонам турнирной сетки и могли встретится только в финале. Однако серб проиграл на стадии полуфинала Роджеру Федереру, а Надаль на этой стадии обыграл Энди Маррея В четвёртый раз в истории в финале «Ролан Гаррос» сразились Надаль и Федерер, и вновь сильнее оказался испанец. Это был его 6-й титул во Франции. После матча Федерер сказал: «Надаль — лучший игрок на грунте».
На Уимблдонском турнире Надаль добрался до полуфинала, где обыграл Энди Маррея. Он проиграл первый сет, но выиграл следующие три. В финале Рафа проиграл Новаку Джоковичу в четырёх сетах. После матча Надаль сказал: «Он чемпион, потому что играл лучше меня. Серьёзно, я проиграл лучшему игроку в мире на сегодня, и это нормально. Он показал невероятный теннис. Что до меня, то я был недостаточно агрессивен. Ещё раз поздравляю Новака. Прекрасно понимаю, что он чувствует — я тоже это испытал в 2008 году, когда победил здесь впервые». Это было первое поражение Надаля на Уимблдоне с 2007 года, когда Роджер Федерер выиграл у него в пятисетовом финале. Это поражение закончило победную серию Надаля в финалах турниров Большого шлема, не дав ему установить рекорд. После Уимблдона Джокович стал первой ракеткой мира, сместив Рафаэля после его 56 недель лидерства.
На Открытом чемпионате США Надаль третий раз подряд вышел в финал Большого шлема и вновь в третий раз для этого потребовалось обыграть в полуфинале британца Энди Маррея. В решающем матче за титул, как и на Уимблдоне, Надаль проиграл Новаку Джоковичу в четырёх сетах. В начале октября Надаль вышел в финал турнира в Токио. Здесь у него взял реванш за поражения на Больших шлемах Энди Маррей, обыгравший Рафу со счётом 6-3, 2-6, 0-6. На Итоговом турнире испанец смог выиграть только один матч и дважды потерпел поражение, не сумев выйти из группы. В конце сезона Надаль сыграл в финале Кубка Дэвиса и помог Испании одолеть в нём сборную Аргентины, выиграв два своих матча.

### 2012—2014

#### 2012 год

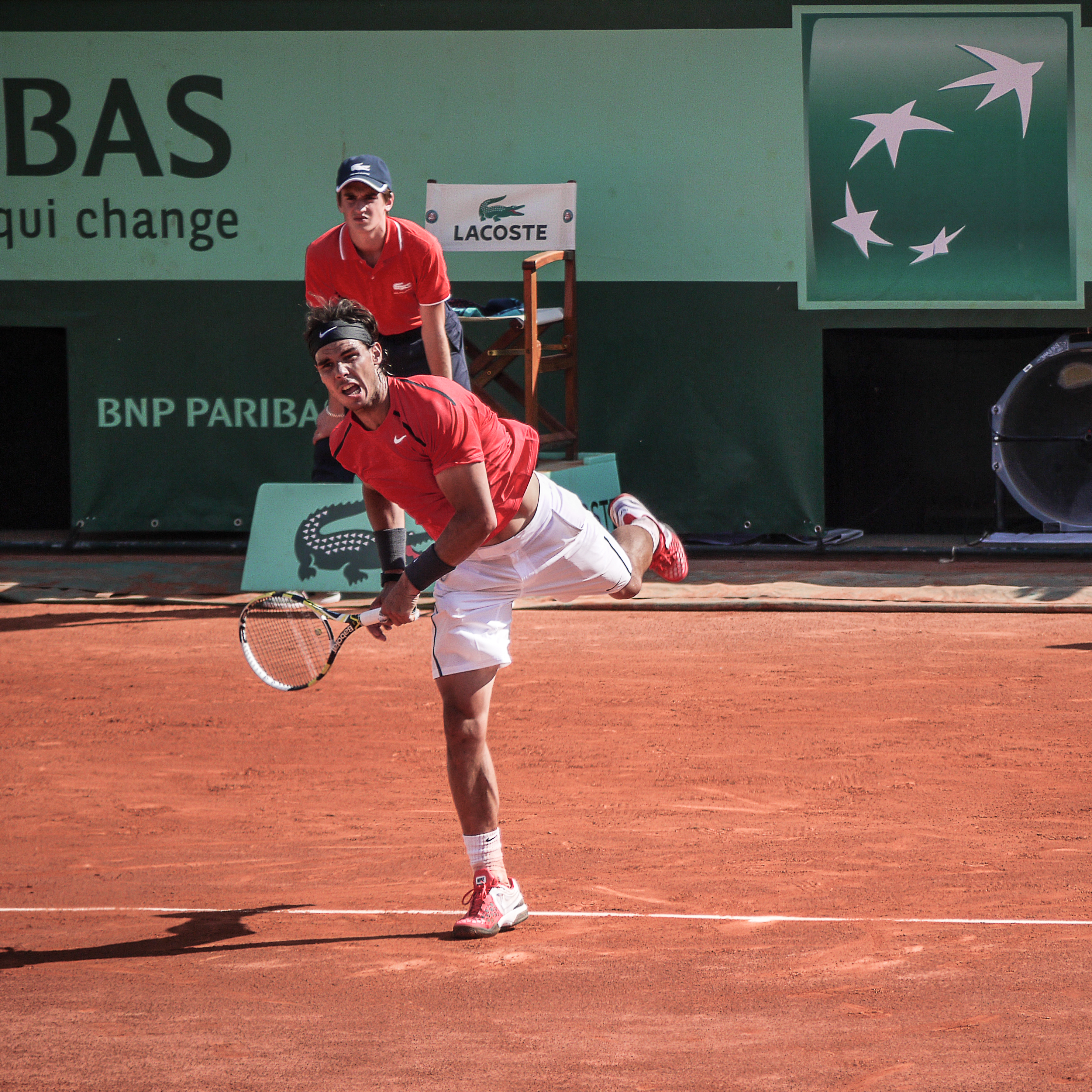
Рафаэль Надаль выполняет подачу на «Ролан Гаррос»-2012

Надаль начал свой сезон на турнире в Дохе, где вышел в полуфинал. На Открытом чемпионате Австралии Надаль второй раз в карьере вышел в финал. В полуфинале он смог обыграть своего давнего соперника Роджера Федерера. Таким образом, Рафаэль дошёл до четвёртого финала Большого шлема подряд. В финале 29 января он был повержен Новаком Джоковичем в пятисетовом матче, который длился 5 часов и 53 минут и стал самым длинным финалом турнира Большого Шлема. На мартовских турнирах в Индиан-Уэлсе и Майами Рафаэль Надаль оба раза доходит до полуфиналов, и, если в первом он уступает Роджеру Федереру со счётом 3:6, 4:6, то во втором травма левого колена заставляет его сняться перед матчем с Энди Марреем. В Индиан-Уэлсе испанец выиграл парные соревнования в команде с Марком Лопесом.
На старте европейского грунтового сезона Рафаэль играл мастерс в Монте-Карло и встретился в финале с Новаком Джоковичем. Он обыграл его впервые с 2010 года и обновил рекорд по победам на одном турнире в туре (8-й титул). Затем он вновь стал победителем в Барселоне, где соперником в финале был Давид Феррер, Надаль обыгрывает его в двух партиях 7:6 (7:1), 7:5, и опять же ставит рекорд — седьмой титул на этом турнире. После победы в Барселоне Надаль становится первым теннисистом, выигравшим два турнира 7 и более раз. Следующий трофей Рафа взял на мастерсе в Риме, переиграв в финале Новака Джоковича со счётом 7:5, 6:3. Апогеем противостояния между Надалем и Джоковичем в первой половине сезона 2012 стал Открытый чемпионат Франции. Соперники встретились в решающем матче и в итоге победил Надаль со счётом 6-4, 6-3, 2-6, 7-5, лишив тем самым Джоковича некалендарного, а равно и карьерного шлема и, став единоличным лидером по числу побед на турнире. Теперь Рафаэль Надаль — единственный в мире теннисист, сумевший выиграть (в открытой эре) 7 трофеев на «Ролан Гарросе».
Отрезок сезона на траве Надаль провёл не очень удачно. На турнире в Халле он добрался до четвертьфинала, а на Уимблдонском турнире Рафаэль проиграл во втором раунде сотой ракетке мира Лукашу Росолу со счётом 7-6, 4-6, 4-6, 6-2, 4-6, что стало для него худшим выступлением на мейджорах за последние семь лет. Травмы колен, которые обострились после матча с Росолом, заставили Надаля пропустить вторую половину сезона.

#### 2013 год
Старт сезона 2013 года Надаль пропустил, включая Открытый чемпионате Австралии. Возвращение к игровой практике состоялось в феврале на грунтовом турнире в Винья-дель-Маре. Надаль на первом после травмы турнире смог выйти в финал, но проиграл там менее титулованному аргентинцу Орасио Себальосу. На следующих двух турнирах латиноамериканской серии он уже смог отпраздновать победу. Рафа взял титулы в Сан-Паулу и Акапулько. Следом за этими турнирами Рафаэль выступил на первом в сезоне турнире серии мастерс в Индиан-Уэлсе, в котором одержал третью победу в карьере (обыграв в финале Хуана Мартина дель Потро). Для испанца эта победа ознаменовалась юбилейным 600-м выигранным матчем в карьере и позволила стать единоличным мировым лидером по количеству выигранных титулов на турнирах серии «Мастерс» (22 за карьеру на тот момент).
В апреле начался европейский грунтовый сезон, который Рафа провёл практически идеально, выиграв почти все турниры в которых участвовал (за исключением Мастерса в Монте-Карло, где он в финале уступил Новаку Джоковичу). Испанский теннисист поочерёдно выиграл турниры в Барселоне, Мадриде и Риме, а на главном грунтовом соревновании года — Открытом Чемпионате Франции он отпраздновал рекордную восьмую победу, которая стала для него в общей сложности 57-й в карьере. По ходу турнира Надаль одержал победу в полуфинале над Новаком Джоковичем со счётом 6:4, 3:6, 6:1, 6:7, 9:7, добившись реванша за поражение в Монте-Карло, а в финале без особых проблем сломил сопротивление Давида Феррера 6-3, 6-2, 6-3.
Надаль неожиданно проиграл в первом круге Уимблдонского турнира 135-й ракетке мира бельгийцу Стиву Дарси — 6:7 (4:7), 6:7 (8:10), 4:6, впервые в карьере уступив на старте турнира Большого шлема. После Уимблдона следующим его турниром стал мастерс в Монреале, где Рафа в полуфинале одолел Новака Джоковича 6:4, 3:6, 7:6 (2), а в финале легко разобрался с канадцем Милошем Раоничем — 6:2, 6:2, тем самым увеличив свой рекорд до 25 побед на турнирах серии мастерс. Эта победа позволила переместиться ему в рейтинге ATP с 4-го на 3-е место, а также упрочить лидерство в чемпионской гонке. Сразу же после турнира в Монреале Надаль выиграл свой уже 26-й мастерс, а добыл он этот трофей в Цинциннати, где в финале обыграл Джона Изнера — 7:6 (10:8), 7:6 (3), эта победа позволила ему подняться на 2-е место рейтинга.

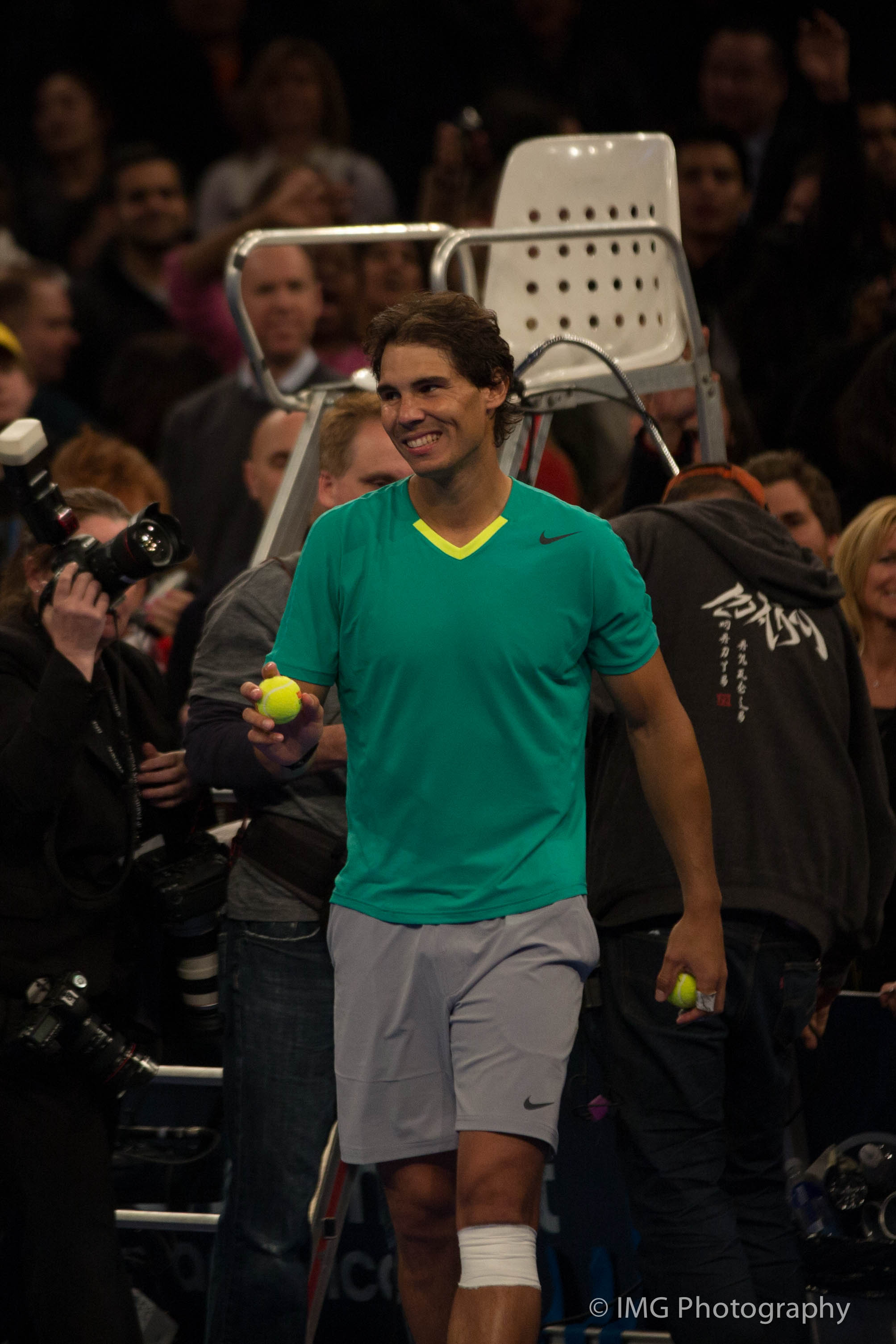
Надаль в 2013 году на турнире в Париже

К Открытому чемпионату США Надаль подошёл, не проиграв ни одного матча на харде в сезоне и по прогнозам был одним из главных фаворитов на победу. Рафаэль смог достичь финала, где ожидаемо встретился с 1-й ракеткой мира Новаком Джоковичем. Победив в 1-м сете 6:2, он проиграл второй 3:6, кульминацией игры стал 9-й гейм 3-го сета: при счёте 4:4 на подаче Надаля было 0:40, и Джокович имел три скрытых сет-бола. Но Рафа не позволил ему реализовать ни единого, к тому же при 30:40 сделав первый эйс в игре. В следующем гейме Надаль делает брейк, выигрывая сет со счётом 6:4. Четвёртый и последний сет Надаль берёт со счётом 6:1. Таким образом, он победил на Открытом чемпионате США второй раз в карьере. Рафаэль стал всего 3-м игроком, которому удалось выиграть в одном сезоне на турнирах в Монреале, Цинциннати, а также на Открытом чемпионате США. До него это делали Патрик Рафтер (1998) и Энди Роддик (2003).
Осенью Надаль вышел в финал турнира в Пекине, где уступил сербу Новаку Джоковичу со счётом 3:6, 4:6 Несмотря на это поражение, 27-летний испанец вернулся на первую строчку в мировом рейтинге, сместив с вершины победившего его Джоковича.
Через неделю на мастерсе в Шанхае Рафа добрался до полуфинала, где уступил Хуану Мартину дель Потро. Следом он вновь вышел в полуфинал мастерса в Париже.
Апогеем всего сезона стал Финал Мирового Тура, где Рафа вышел из группы на первом месте, одержав поочерёдно победы над Давидом Феррером, Стэном Вавринкой и Томашом Бердыхом. В полуфинале Рафаэль одолел извечного соперника Роджера Федерера со счётом 7:5, 6:3. Попав во второй в карьере финал Итогового турнира, Надаль вновь уступил — на этот раз Новаку Джоковичу со счётом 3:6, 4:6.
В 2013 году Надаль провёл 17 турниров и на 14 из них дошёл до финала, где 10 раз побеждал и по итогу завершил сезон в ранге первой ракетки мира.

#### 2014 год

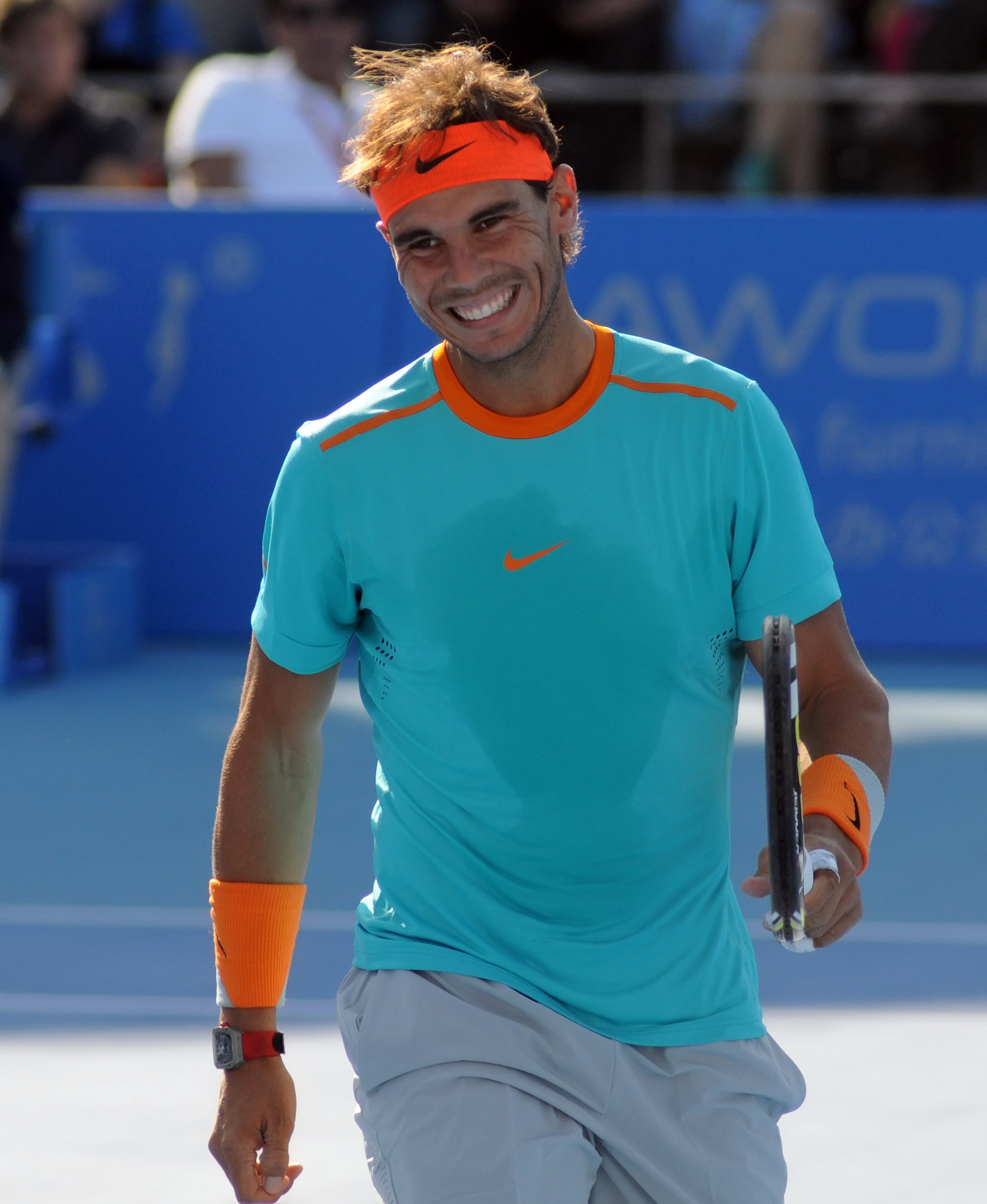
Надаль на турнире в Пекине 2014 года

Сезон 2014 года Надаль начал с выигрыша турнира в Дохе, где в финале он переиграл француза Гаэля Монфиса. На Открытом чемпионате Австралии они встретились уже в третьем раунде и вновь сильнее был Надаль. Далее он прошёл крепких соперников: Кэя Нисикори и Григора Димитрова, и вышел в полуфинал на Роджера Федерера. Рафаэль смог обыграть его в трёх сетах и попасть в решающий матч, где его соперником стал ещё один представитель Швейцарии Стэн Вавринка. Это была их 13-я встреча друг с другом и до этого все 12 раз выигрывал Надаль. Но на этот раз в финале Австралии Надаль впервые проиграл Вавринке (3-6, 2-6, 6-3, 3-6). В феврале Рафа выступил на одном турнире в Рио-де-Жанейро, где в финале выиграл у украинца Александра Долгополова. В марте на мастерсе в Индиан-Уэлсе Долгополов неожиданно взял реванш у Надаля, выбив его с турнира на стадии третьего раунда. На следующем мастерсе в Майами испанец уже смог выйти в финал, где проиграл Новаку Джоковичу.
Грунтовая часть сезона началась с проигрышей в четвертьфиналах мастерса в Монте-Карло и турнира в Барселоне. В мае Надаль победил на мастерсе в Мадриде, оказавшись сильнее в финале японца Кэя Нисикори. На мастерсе в Риме он также смог выйти в титульный матч, однако выиграть турнир ему не позволил Новак Джокович. На Открытом чемпионате Франции Надаль на пути к финалу проиграл лишь один сет в шести матчах. В финале Рафаэль вновь встретился с Джоковичем. Надаль одержал победу со счётом 3-6, 7-5, 6-2, 6-4 и завоевал свой 9-й титул и 5-й подряд на «Ролан Гаррос». Он выиграл 14 трофей Большого шлема и сравнялся по этому показателю с Питом Сампрасом.
На Уимблдонском турнире Надаль смог дойти только до четвёртого раунда, где проиграл Нику Кирьосу. После турнира он уступил звание первой ракетки мира Новаку Джоковичу, который выиграл Уимблдон. Травма запястья не позволила Рафе выступить на Открытом чемпионате США. На корт он вернулся уже в октябре, сыграв до конца сезона на трёх турнирах.

### 2015—2017 (травмы и возвращение на вершину)

#### 2015 год
Первого титула в 2015 году Надаль добился в парном разряде, победив в начале января в Дохе в дуэте с Хуаном Монако. На Австралийском чемпионате он довольно легко в трёх сетах проиграл Томашу Бердыху в 1/4 финала. В феврале Рафа вышел в полуфинал в Рио-де-Жанейро. На следующей неделе после этого он смог выиграть титул на турнире в Буэнос-Айресе. В финале Надаль переиграл местного теннисиста Хуана Монако. На мастерсах в марте он максимум смог пройти в четвертьфинал в Индиан-Уэлсе.
В апреле на мастерсе в Монте-Карло Надаль вышел в полуфинал, где его обыграл Новак Джокович. На следующем мастерсе в Мадриде он смог выйти в финал, но в борьбе за главный приз не смог оказать должного сопротивления Энди Маррею, уступив в двух сетах. На главном в сезоне грунтовом турнире — Открытом чемпионате Франции Надаль уже на стадии четвертьфинала встретился № 1 в мире Новаком Джоковичем и проиграл в сухую по сетам 0-3. В июне на турнире в Штутгарте Надаль выиграл первый за пять лет титул на травяном корте. В финале он переиграл серба Виктора Троицки. На Уимблдоне он выступил неудачно, вылетев уже на стадии второго раунда. На первом для себя турнире после Уимблдона — в Гамбурге Рафаэль смог завоевать очередной трофей. В решающем матче испанец оказался сильнее Фабио Фоньини из Италии. Но примерно через месяц Фоньини смог «отомстить» Надалю и обыграть его в третьем раунде Открытого чемпионата США.
В октябре они вновь встретились в полуфинале турнира в Пекине и уже Надаль обыграл итальянского спортсмена. Однако в финале он в свою очередь проиграл Новаку Джоковичу. На мастерсе в Шанхае Рафа достиг полуфинала. На зальном турнире в Базеле он смог выйти в финал, где ему противостоял «местный кумир» Роджер Федерер и Надаль в итоге проиграл швейцарцу со счётом 3-6, 7-5, 3-6. На Финал Мирового тура Надаль выиграл все три матча своей группы (у Маррея, Вавринки и Феррера) и вышел в плей-офф с первого места. В полуфинале он в очередной раз в сезоне проиграл сербу Новаку Джоковичу. В рейтинге ATP Надаль завершает сезон на пятом месте — самой низкой для себя итоговой строчке сезона с 2004 года.

#### 2016 год

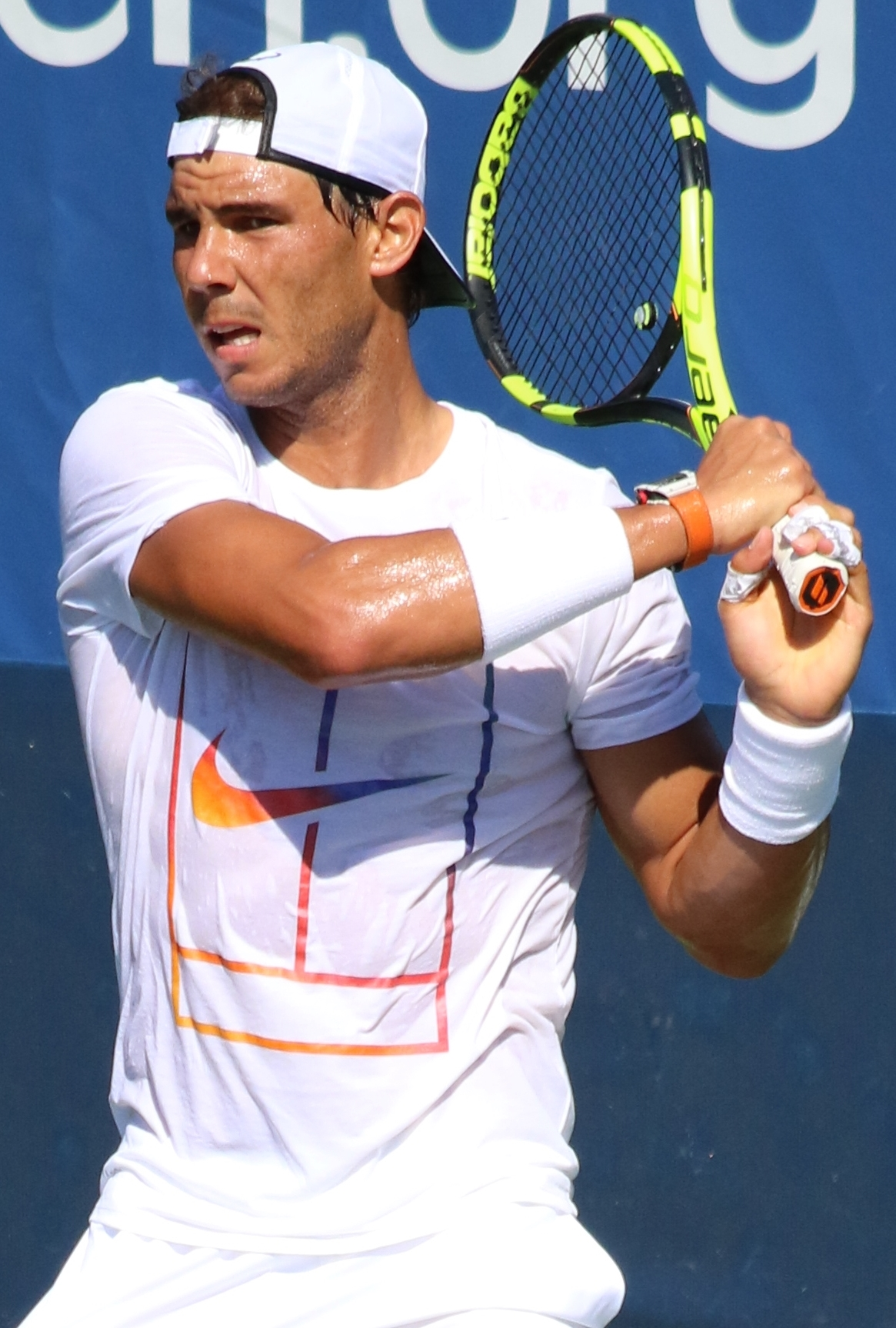
Надаль на Открытом чемпионате США 2016 года

Первым официальным выступлением в сезоне для него стал турнир в Дохе, где Рафа смог выйти в финал. В решающем матче он проиграл Новаку Джоковичу. На Открытом чемпионате Австралии он проиграл уже в первом раунде соотечественнику Фернандо Вердаско. В феврале результатом Надаля стали два выхода в полуфинал: в Буэнос-Айресе и Рио-де-Жанейро. Также в полуфинал он вышел на первом в году мастерсе в Индиан-Уэлсе. В апреле Надаль выиграл мастерс в Монте-Карло (в финале выиграл у Гаэля Монфиса) и турнир в Барселоне (в финале победил Кэя Нисикори). В мае на мастерсе в Мадриде Надаль добрался до полуфинала, а в Риме его результатом стал только четвертьфинал. На Открытом чемпионате Франции Рафаэль уверенно прошёл первые два раунда, но далее был вынужден сняться с турнира из-за травмы левого запястья.
Надаль пропустил Уимблдон и следующий раз выступает в августе на Олимпийских играх в Рио-де-Жанейро. В одиночном разряде он смог выйти в полуфинал и на этой стадии проиграл аргентинцу Хуану Мартину дель Потро. В матче за бронзовую медаль Рафаэль тоже проиграл японцу Кэю Нисикори. Надаль добился успеха в парном разряде. В дуэте с Марком Лопесом он смог стать Олимпийским чемпионом. Надаль стал вторым теннисистом в Открытой эре, кто выигрывал золотую Олимпийскую награду в одиночном и парном разряде. На Открытом чемпионате США он в четвёртом раунде уступил французу Люке Пую. В октябре в Пекине Надаль выиграл свой 11-й парный трофей ATP в партнёрстве с Пабло Карреньо Бустой. Сезон Надаль завершил раньше, чтобы залечить свои травмы. Завершил год он на 9-м месте рейтинга.

#### 2017 год
На Открытом чемпионате Австралии 2017 года Надаль впервые с 2014 года вышел в финал Большого шлема. Здесь публика Мельбурна впервые с Ролан Гарроса-2011 увидела «классический» финал 30-летний Надаль против 35-летнего Федерера. Победу в пяти сетах одержал более возрастной Федерер. В начале марта Рафа вышел в финал турнира в Акапулько, где проиграл Сэму Куэрри. На мастерсе в Майами Надаль вновь сыграл в финале против Роджера Федерера. Швейцарец, как и в Австралии, одержал победу — на этот раз более легко в двух сетах.
Первый титул в сезоне Надаль выиграл в апреле на любимом для себя мастерсе в Монте-Карло. Это победа стала уже 10-й за карьеру на данном турнире. Затем Рафаэль выиграл также 10-й по счёту титул на кортах Барселоны, переиграв в финале Доминика Тима. Третий подряд трофей он завоевал на мастерсе в Мадриде. В финале Надаль вновь переиграл австрийца Тима. Третий их матч в этом грунтовом отрезке состоялся в четвертьфинале мастерса в Риме и Тим смог на этот раз оказаться сильнее. На Открытом чемпионате Франции путь Надаля и Тима пересёкся в полуфинале и испанец довольно легко выиграл в трёх сетах. Попав в финал, Надаль встретился со Стэном Вавринкой и также легко одержал победу, завоевав свой 10-й титул Ролан Гаррос и 15-й на Больших шлемах. Он впервые с 2014 года выиграл турнир серии Большого шлема и стал единственным человеком, кто смог на одном из них одержать 10 побед.
На Уимблдонском турнире Надаль проиграл в драматичном матче четвёртого раунда Жилю Мюллеру, проиграв решающий матч со счётом 13-15. 21 августа Надаль впервые с 2014 года вернул себе звание первой ракетки мира, сместив с вершины британца Энди Маррея. На Открытом чемпионате США Рафаэль смог выиграть в третий раз в карьере и впервые с 2013 года. В решающем матче он оказался сильнее дебютанта финалов на Большом шлеме Кевина Андерсона — 6-3, 6-3, 6-4. В октябре испанский теннисист продолжил победную серию, выиграв турнир в Пекине, где в финале он переиграл Ника Кирьоса. На мастерсе в Шанхае Надаль вышел в финал, где в четвёртый раз в сезоне проиграл Роджеру Федереру. На Итоговом турнире он сыграл только один матч, в котором проиграл Давиду Гоффену, и после него снялся с турнира из-за травмы. По итогам сезона Надаль занял первое место в рейтинге, став в 31 год самым возрастным № 1 по итогам сезона в истории.

### 2018—2020 (четыре титула Большого шлема, победа в Кубке Дэвиса)

#### 2018 год

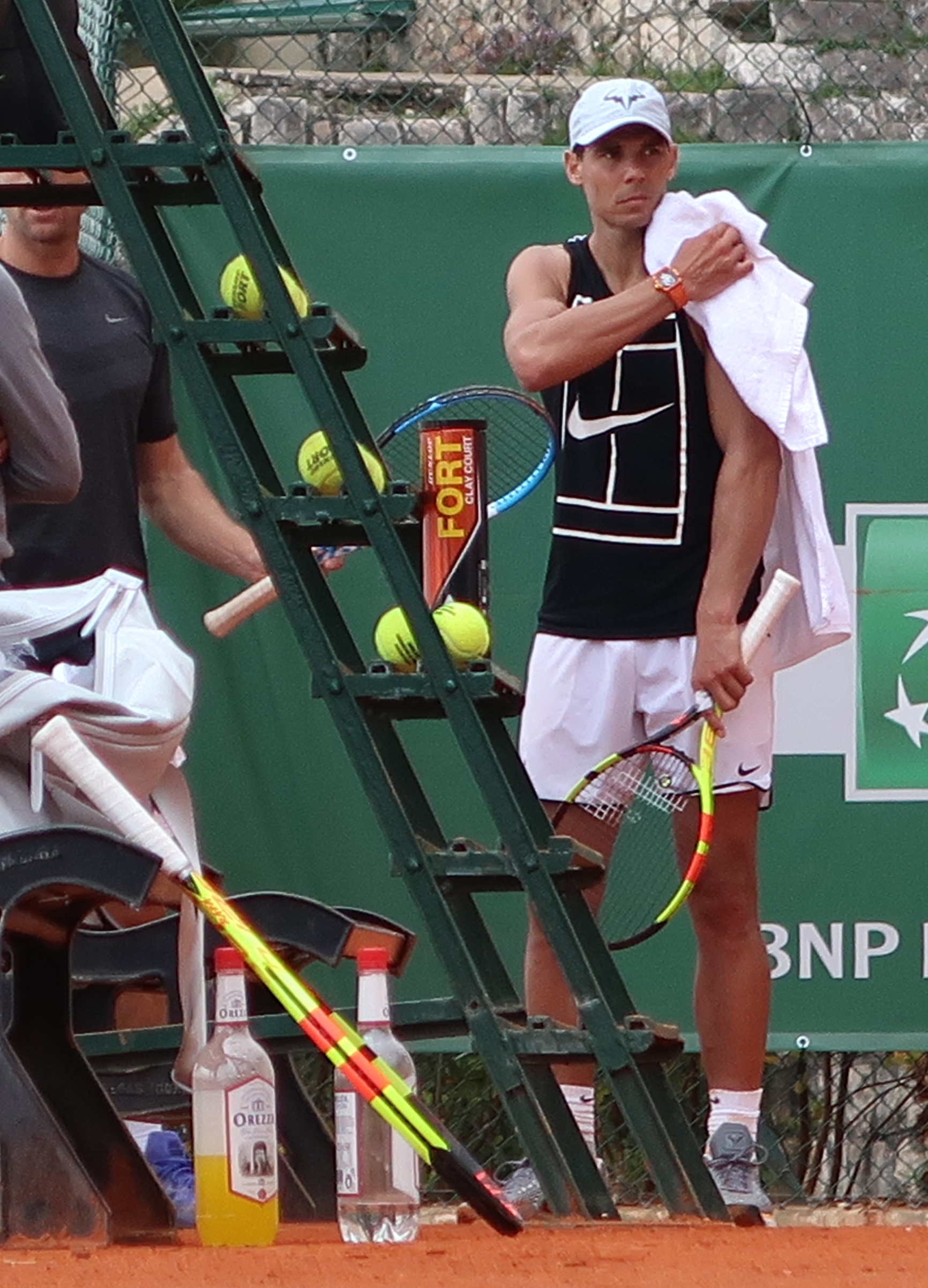
На Мастерсе в Монте-Карло 2018 года

Сезон Надаль начал с выступления на Открытом чемпионате Австралии, где доиграл до четвертьфинала. Здесь в матче против Марина Чилича в пятом сете он был вынужден остановить игру из-за травмы ноги. В феврале во время своей паузы в игровой практике Надаль потерял статус первой ракетки мира, уступив его Роджеру Федереру. Однако в начале апреля Рафа вновь поднялся на вершину рейтинга. Следующий раз он сыграл на официальном турнире в апреле. Рафаэль выступил в составе сборной Испании в четвертьфинале Кубка Дэвиса против сборной Германии. Надаль выиграл две свои встречи и это помогла испанцем одолеть немцев с общим счётом 3-2. В том же месяце обновил рекорды по количеству титулов на одном турнире. Он в 11-й раз выиграл мастерс в Монте-Карло, обыграв в финале Кэя Нисикори, а затем также в 11-й раз взял трофей в Барселоне, переиграв в решающем матче молодого Стефаноса Циципаса. В мае он выиграл ещё один мастерс в Риме. В финале он обыграл Александра Зверева и в 32-й рекордный для теннисистов раз в карьере победил на турнире серии мастерс. Также в рекордный 11-й раз Надаль выиграл Открытый чемпионат Франции. В решающем матче ему противостоял Доминик Тим, которого Надаль обыграл со счётом 6-4, 6-3, 6-2.
На Уимблдонском турнире Надаль вышел в полуфинал после тяжёлой пятисетовой победы в 1/4 финала над Хуаном Мартином дель Потро. В полуфинале он проиграл Новаку Джоковичу в ещё более затяжном поединке. Их матч продолжался 5 часов 15 минут и закончился со счётом 4-6, 6-3, 6-7(9), 6-3, 8-10 не в пользу Надаля. В августе на турнире серии мастерс в Торонто Надаль выиграл свой 80-й одиночный титул в Мировом туре. В финале он победил 20-летнего грека Стефаноса Циципаса в двух сетах — 6:2, 7:6. На Открытом чемпионате США, после сложного пятисетового матча в четвертьфинале против Доминика Тима, Надаль смог выйти в полуфинал. Здесь он сразился с Хуаном Мартином дель Потро, но их матч омрачился травмой Надаля. После второго проигранного сета Надаль из-за болей в ноге завершил матч досрочно. Осеннюю часть пришлось пропустить и по итогам сезона Новак Джокович опередил Надаля и вышел на первую строчку.

#### 2019 год
Возвращение на корт состоялось на Открытом чемпионате Австралии, где Надаль смог выйти в пятый раз в финал. На пути к нему он не проиграл ни одного сета за шесть матчей. 27 января Рафаэль проиграл сербу Джоковичу со счётом 3:6, 2:6, 3:6. В конце февраля во втором раунде турнира в Акапулько проиграл Нику Кирьосу. На Мастерсе в Индиан-Уэлсе доиграл до 1/2 финала, но не вышел на матч 16 марта против Федерера из-за травмы правого колена.
Вернулся на корт через месяц на Мастерс в Монте-Карло, где Надаль дошёл до полуфинала, в котором проиграл итальянцу Фоньини со счётом 4:6, 2:6. На турнире в Барселоне он также доиграл до 1/2 финала, где уступил Доминику Тиму со счётом 4:6, 4:6. В мае на Мастерсе в Мадриде дошёл до полуфинала, где проиграл молодому греку Стефаносу Циципасу со счётом 4:6, 6:2, 3:6. В мае 2019 года Надаль выиграл первый титул в сезоне на Мастерсе в Риме, где в финале обыграл первую ракетку мира Новака Джоковича — 6:0, 4:6, 6:1. В июне 2019 года Рафаэль выиграл на «Ролан Гаррос» свой 12-й титул. В полуфинале он встретился с Федерером и выиграл (6:3, 6:4, 6:2), а в финале 9-го июня обыграл австрийца Доминика Тима со счётом 6:3, 5:7, 6:1, 6:1. Надаль побил рекорд Маргарет Корт по количеству титулов на одном турнире Большого шлема, продержавшийся 46 лет.
На Уимблдонском турнире Надаль второй год подряд вышел в полуфинал, где, как и на Ролан Гаррос, сыграл с Федерером и на этот раз проиграл ему — 6:7, 6:1, 3:6, 4:6. 11 августа Рафаэль Надаль завоевал титул на Мастерсе в Монреале, обыграв в финале россиянина Даниила Медведева со счётом 6:3, 6:0. На Открытом чемпионате США Надаль вновь встретился с россиянином. На этот раз в пятисетовом финале он сломил сопротивление россиянина Даниила Медведева со счётом 7:5, 6:3, 5:7, 4:6, 6:4 и завоевал свой 19-й титул на турнирах серии «Большого шлема».
После победы в Нью-Йорке Надаль сделал паузу и следующий раз сыграл на Мастерсе в Париже, где вышел в полуфинал. Но матч на матч против Дениса Шаповалова он не вышел. После Мастерса в Париже он вернулся на первую строчку мирового рейтинга. В ноябре на Итоговом турнире в Лондоне Рафаэль проиграл первый матч Александру Звереву в двух сетах, затем в трёхсетовом матче обыграл россиянина Даниила Медведева. В заключительном матче в группе Надаль смог одержать волевую победу над греком Стефаносом Циципасом, однако этих двух побед не хватило для выхода в полуфинал турнира и Надаль занял третье место в группе. Сезон Надаль закончил пятый раз в карьере на первом месте рейтинга, сравнявшись по этому показателю с Джоковичем и Федерером.
В самой концовке сезона Надаль сыграл в финальном турнире Кубка Дэвиса, где помог Испании завоевать командный трофей, выиграв пять одиночных и три парных матча (без поражений).

#### 2020 год
Надаль начал сезон с игры на командном турнире — Кубок ATP, где в составе Испании доиграл до финала, в котором они проиграли Сербии, за которую выступал Новак Джокович. На Открытом чемпионате Австралии, первом турнире Большого шлема в году, Надаль в четвертьфинале проиграл австрийцу Доминику Тиму. После этого он потерял первое место в рейтинге. На следующем турнире в Акапулько Надаль завоевал титул, переиграв Тейлора Фрица.
Надаль принял решение не заявляться на Открытый чемпионат США из-за очень сложной ситуации во всём мире, связанной с увеличивающимся количество случаев заражения коронавирусом.
Первым после перерыва стал Мастерс в Риме в сентябре, где он в 1/4 финала проиграл Диего Шварцману. На Открытом чемпионате Франции Надаль вновь сыграл против Шварцмана в полуфинале и одержал победу. Затем в финале он смог победить Новака Джоковича и завоевал в 13-й титул на «Ролан Гаррос». Это его 20-й титул «Большого шлема» и Надаль сравнялся по этому показателю с Роджером Федерером. На пути к этой победе он не проиграл ни одного сета. На Мастерсе в Париже Надаль вышел в полуфинал, в котором проиграл Александру Зверерву. На Итоговом турнирев полуфинале проиграл будущему победителю турнира, россиянину Даниилу Медведеву в трёхсетовом поединке. Сезон он завершил на втором месте рейтинга.

### 2021—2024 (21-й и 22-й Большой шлем и завершение карьеры)

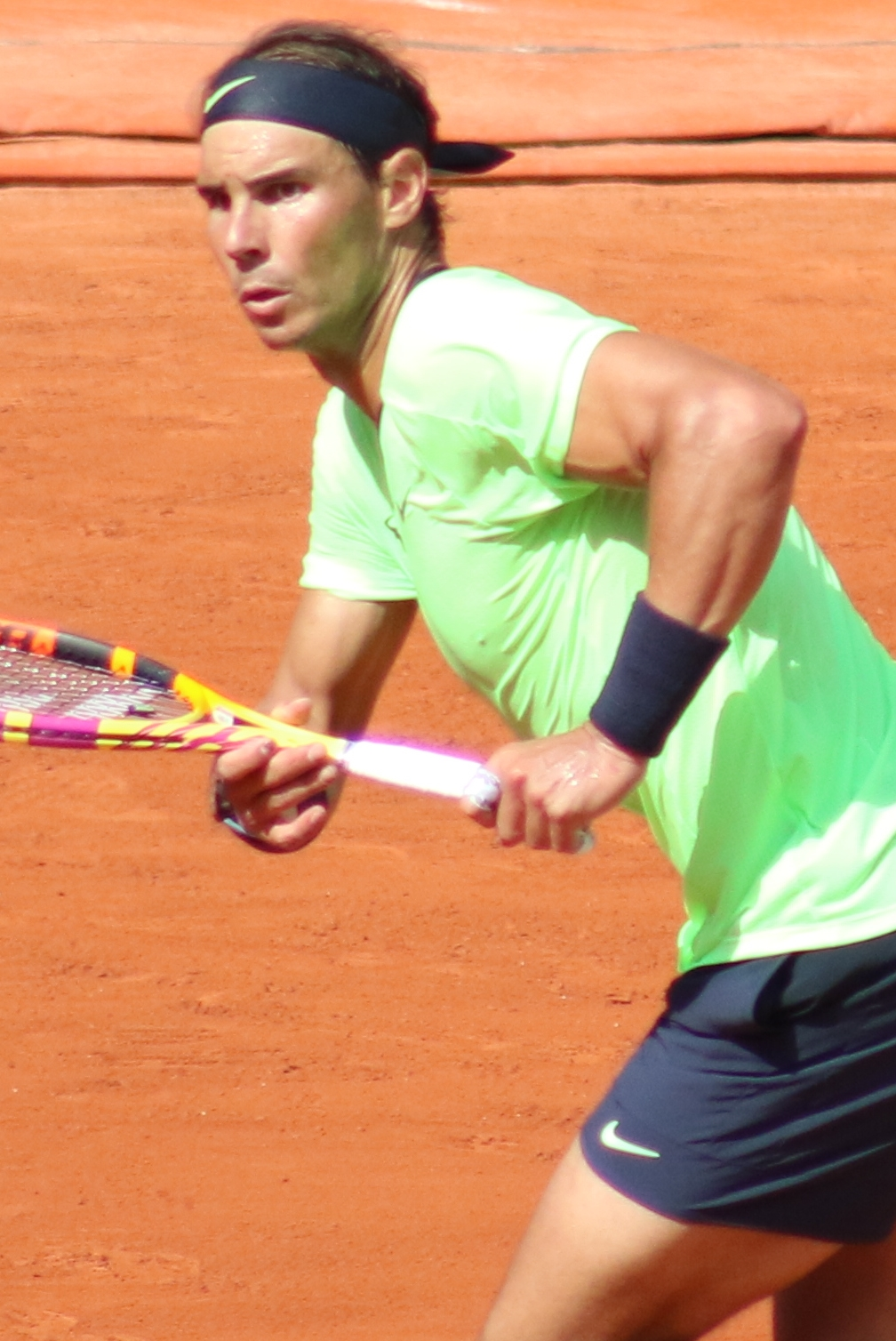
На Открытом чемпионате Франции 2021 года

#### 2021 год
На Открытом чемпионате Австралии 2021 года Надаль доиграл до четвертьфинала, где в пяти сетах проиграл Стефаносу Циципасу. В марте Надаль опустился на третью строчку рейтинга. Следующий раз он сыграл в апреле на Мастерсе в Монте-Карло, дойдя до 1/4 финала он проиграл Андрею Рублёву. Затем он в 12-й раз смог стать чемпионом турнира в Барселоне, обыграв в финале Циципаса — 6:4, 6:7, 7:5 и на две недели вернулся на вторую позицию рейтинга. На Мастерсе в Мадриде он проиграл в четвертьфинале, а на Мастерсе в Риме уже удалось взять титул в десятый раз, переиграв в финале Новака Джоковича — 7:5, 1:6, 6:3. На Открытом чемпионате Франции Надаль на этот раз не смог выиграть новый рекордный титул. В полуфинале он в четырёх сетах проиграл Новаку Джоковичу. Позже спортсмен заявил, что пропустит Уимблдон и Олимпийские игры в Токио. В сезоне он сыграл ещё лишь два матча в августе на турнире в Вашингтоне, но завершил его на 6-м месте рейтинга.

#### 2022 год
Надаль успешно стартовал в новом сезоне. Он выиграл титул на первом в году турнире в Мельбурне. После этого он отправился на Открытый чемпионат Австралии, где смог победить и завоевать свой 21-й Большой шлем, опередив по этому показателю Джоковича и Федерера. В Австралии он выиграл во второй раз (впервые в 2009 году) и стал вторым в Открытой эре теннисистом (с Джоковичем), который минимум два раза побеждал на каждом из четырёх турниров Большого шлема. Этот титул стал 90-м в карьере испанца в основном туре. В феврале он выиграл третий титул подряд на турнире в Акапулько. В марте на Мастерсе в Индиан Уэлсе Надаль смог выйти в финал, доведя сери побед сначала сезона до 20 матчей подряд. Но в титульном матче он проиграл Тейлору Фрицу в двух сетах.
Следующий раз Надаль выступил в начале мая на Мастерсе в Мадриде, где вышел в четвертьфинал, уступив там Карлосу Алькарасу. На следующем Мастерсе в Риме он проиграл в третьем раунде Денису Шаповалову. На Открытом чемпионате Франции Надаль без проигранных сетов прошёл первые три раунда, а в четвёртом в пяти сетах обыграл ещё одного теннисиста из Канады Феликса Оже-Альяссима. В четвертьфинале он сыграл против Новака Джоковича, которому год назад проиграл на Ролан Гаррос в полуфинале. На этот раз, также в четырёх сетах, Надалю удалось переиграть серба. Затем он прошёл в полуфинале Александра Зверева и-за травмы соперника во втором сете. В финале Надаль в трёх сетах обыграл Каспера Рууда из Норвегии. Это его 14-я победа на Ролан Гаррос и 22-я в целом на Больших шлемах. Он выиграл все 14 финалов Большого шлема в Париже и ни разу не сыграл в решающем матче все пять сетов.
На Уимблдонском турнире Надаль доиграл до полуфинала, но снялся с матча Ником Кирьосом из-за травмы мышц живота. На Открытом чемпионате США он доиграл до четвёртого раунда, в котором потерпел поражение от американца Фрэнсиса Тиафо. Осенью он сыграл на Мастерсе в Париже, где в первом же матче проиграл Томми Полу, и на Итоговом турнире, где не смог выйти из группы. Сезон он смог закончить в статусе второй ракетки мира.

#### 2023 год
В 2023 году Надаль смог сыграть только на Открытом чемпионате Австралии, где во втором раунде проиграл Маккензи Макдональду из США. В мае испанский теннисист заявил, что не сможет выступить на Ролан Гаррос из-за травмы бедра, а также, что 2024 год станет последним в его игровой карьере.

#### 2024 год
Последний в карьере сезон Надаль начал с подготовительных турниров к Открытому чемпионату Австралии. В Брисбене он доиграл до четвертьфинала. Однако на самом Открытом чемпионате Австралии выступить не удалось из-за проблем с бедром. Вернулся на корт Надаль в апреле во время грунтового отрезка сезона. На турнире в Барселоне он выиграл один матч, а на Мастерсе в Мадриде уже смог выиграть три и выйти в четвёртый раунд. В Риме он проиграл во втором раунде. На последнем в карьере Открытом чемпионате Франции Надаль в первом раунде попал на четвёртую ракетку мира Александра Зверева и проиграл ему в трёх сетах, впервые проиграв на старте турнира и в целом потерпев четвёртое поражение за 19 розыгрышей турнира. Следующий раз Надаль сыграл в июле на грунтовом турнире в Бостаде, где смог выйти в последний в карьере финал. Возможность взять титул его лишил португалец Нуну Боржес. Надаль сыграл на своей третьей Олимпиаде в Париже. В одиночном разряде он смог обыграть Мартона Фучовича и выйти во втором раунде на Новака Джоковича. Их 60-й и последний матч друг с другом завершился победой Джоковича, который по итогу смог выиграть олимпийскую золотую медаль. Надаль сыграл последний матч в карьере за сборную Испанию в Кубке Дэвиса в ноябре. Свой последний матч Надаль проиграл нидерландскому теннисисту Ботику Ван де Зандсхюлпу со счётом 4-6, 4-6.
19 ноября 2024 года Рафаэль Надаль объявил о завершении профессиональной карьеры.
«Титулы, цифры, конечно, существуют. Думаю, люди о них знают. Но мне бы хотелось запомниться хорошим человеком из небольшой деревни на Мальорке.».

## Выступления на турнирах
- Победитель 22 турниров Большого шлема в одиночном разряде.
- Олимпийский чемпион 2008 года в одиночном разряде.
- Олимпийский чемпион 2016 года в парном разряде.
- Обладатель так называемого карьерного «Золотого шлема» в одиночном разряде (все турниры «Большого шлема» в разные годы плюс олимпийское золото).
- Единственный в мире обладатель так называемого «Красного шлема» — беспроигрышной серии из трёх подряд выигранных грунтовых турниров серии «Мастерс» и Открытого чемпионата Франции («Ролан Гаррос»). Он считается одним из величайших игроков всех времён на грунте[226][227][228][229][230][231][232][233].
- Выходил в финал «Ролан Гарроса» 14 раз и каждый раз завершал турнир победой. В 2022 году взял свой 14-й титул на грунтовом покрытии во Франции. Кроме него, это не удавалось никому.

### Достижения
Достижения на турнирах Большого шлема:
- Четырнадцатикратный победитель Открытого чемпионата Франции по теннису (2005—2008, 2010—2014, 2017—2020, 2022);
- Двукратный победитель Уимблдонского турнира (2008, 2010);
- Четырёхкратный победитель Открытого чемпионата США (2010, 2013, 2017, 2019);
- Двукратный победитель Открытого чемпионата Австралии (2009, 2022).

Общие достижения и рекорды:
- Победитель 36 турниров серии «Мастерс».
- Пятикратный обладатель Кубка Дэвиса в составе сборной Испании (2004, 2008, 2009, 2011, 2019).
- Лучший игрок ATP-тура (2008, 2010, 2013, 2017, 2019).
- Надалю принадлежит абсолютный рекорд по количеству выигранных подряд матчей на одном покрытии — с 8 апреля 2005 года по 20 мая 2007 года он одержал 81 победу на грунте. Победная серия началась после поражения от Игоря Андреева на турнире в Валенсии и была прервана Роджером Федерером, одержавшим победу в финале турнира серии Мастерс в Гамбурге со счётом 2-6 6-2 6-0. Предыдущий рекорд был установлен аргентинским теннисистом Гильермо Виласом — 53 победы. Рекорд Виласа продержался 29 лет с 1977 года, и считался практически недостижимым. За эти 2 с лишним года без поражений Надаль выиграл 16 турниров на грунте.
- Надалю принадлежит рекорд в 11 побед на турнире серии «Мастерс» в Монте-Карло (2018). Никто чаще не побеждал на одном турнире за всю историю ATP-тура. После очередной, 11-й победы на турнире в Барселоне (2018), Рафаэль Надаль стал единственным теннисистом в Открытой Эре, который смог выиграть два различных турнира одиннадцать раз, а после 11-й победы на Открытом чемпионате Франции по теннису в 2018 году, стал единственным теннисистом в Открытой Эре, который смог выиграть 3 различных турнира, каждый по 11 раз, а также установил рекорд на турнирах «Большого шлема», став первым теннисистом, выигравшем одиннадцать титулов. Также Надалю принадлежит рекорд по количеству побед на Мастерсе в Риме — он является десятикратным чемпионом этого турнира. Свою десятую победу на данном турнире Рафаэль одержал в 2021-м году. Это лучший результат на данном турнире среди теннисистов-профессионалов в Открытой Эре.
- Надаль в течение 17 лет подряд (с 2005 года) ни на одну неделю не покидал топ-10 мирового рейтинга теннисистов-профессионалов.
- Надаль является единственным теннисистом в истории, сумевшим выиграть более 400 матчей на двух разных типах покрытия. К июню 2018 года он выиграл 415 матчей на грунте и 425 — на харде.
- Надаль является рекордсменом по количеству выигранных турниров (30), в которых он не проиграл ни одного сета. Предыдущий рекорд, (продержавшийся почти 30 лет) был установлен Джимми Коннорсом — 29 турниров.
- Рафаэль Надаль на протяжении 10 сезонов подряд выигрывал не менее одного титула Большого шлема. У Федерера 8 таких сезонов подряд, у Джоковича — 6.
- Рафаэль Надаль Олимпийский чемпион (2008 год, Пекин).